# 블루디
블루디(2000년 7월 1일 ~ )는 대한민국의 가수다. 2019년 싱글 앨범 [NOBODY]로 데뷔했다.

## 방송
- 언더커버 (2025) - Top60

## 음반
- NOBODY (2019)
- 독립 (2021)
- The First Bloom (2023)
- 마왕의 딸로 태어났습니다 OST Part.2 (2024)
- 마리골드 (2024)
- 마왕의 딸로 태어났습니다 OST (2024)
- 화분 (2024)

## 공연
- 2022 뮤직 앤 센트 콘서트 - 강릉 (2022)
- 3Kolors Festa.01 [Blue.D / Eazy / SCENE] (2024)
- 롤링 30주년 기념 공연 블루디 단독 콘서트 'Merry Blue Dream' (2025)
- 컬러풀 스테이지 #7 홈존 & 블루디 (2025)